# Café de Flore

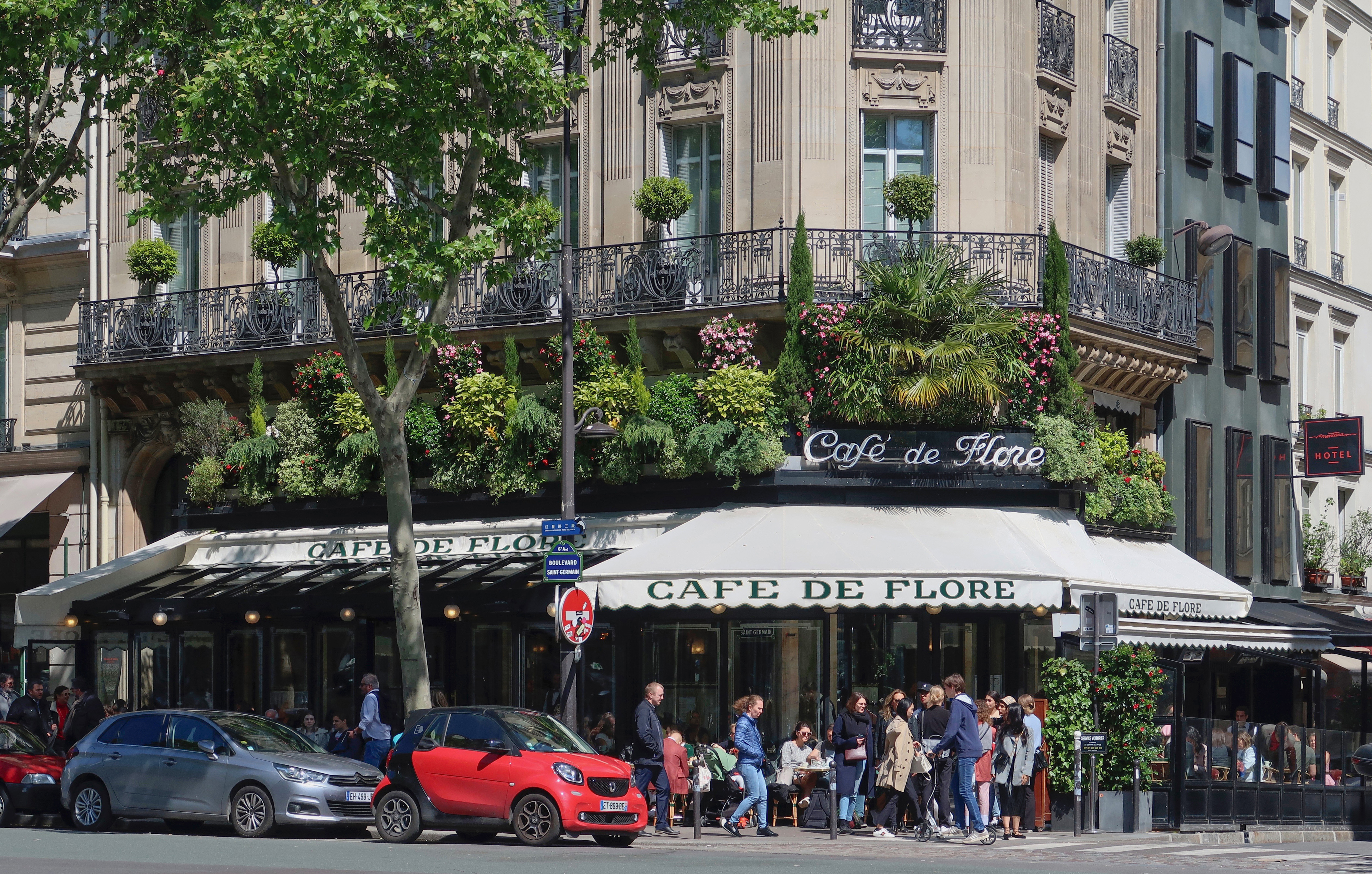
Café de Flore 2019

Il Café de Flore è uno storico locale parigino situato nel quartiere di Saint-Germain-des-Prés, al 172 di boulevard Saint-Germain.

## Storia
Il locale aprì i battenti all'inizio della Terza Repubblica, probabilmente nel 1887.
Deve il suo nome ad una piccola scultura che si trovava sul lato opposto del viale. Alla fine del XIX secolo, Charles Maurras, che viveva al primo piano, scrisse il suo libro sotto il segno di Flora.
Molti intellettuali, come Jean-Paul Sartre, Emil Cioran e Simone de Beauvoir hanno frequentato abitualmente il Café de Flore.
Ogni anno a settembre si riunisce qui la giuria del Prix de Flore, che premia un giovane autore di talento.